# 난부 도시유키

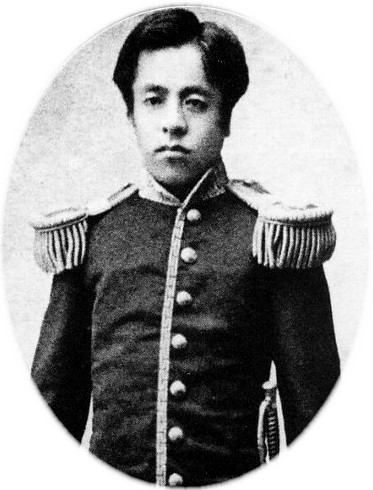
난부 도시유키 백작

난부 도시유키(일본어: 南部利恭, 1855년 11월 18일 ~ 1903년 10월 19일)는 모리오카번의 15대(마지막) 번주이다. 관위는 종2위하, 가이노카미(甲斐守)이며, 나중에 백작이 되었다.
14대 번주 난부 도시히사의 장남이다. 1868년, 아버지 도시히사가 메이지 정부로부터 은거 조치를 받으면서 그 뒤를 이어 번주 자리에 올랐다. 보신 전쟁 때 신정부군에 대항한 이유로 영지를 삭감당하고 무쓰국 시로이시 13만 석 영지로 전봉되었으나, 벌금 70만 냥을 낸다는 조건으로 반 년 뒤에 다시 모리오카 영지 13만 석으로 돌아왔다. 판적봉환 이후 번지사가 되었으나 번의 재정난을 견뎌내지 못하고 1870년 번 폐지를 청원하였다. 1903년 사망하면서 맏아들 도시나가(利祥)에게 가독을 물려주었다.
|  | 제1대 난부 백작가 당주 1884년 ~ 1903년 | 후임 난부 도시나가 |

| 전임 난부 도시히사 | 제41대 난부 종가 당주 1868년 ~ 1903년 | 후임 난부 도시나가 |

| 전임 난부 도시히사 | 제15대 모리오카번 번주 (난부가) 1868년 ~ 1870년 | 후임 폐번치현 |